# Peter-Alexander Wacker
Peter-Alexander Wacker (* 10. Februar 1951 in Tegernsee) ist ein deutscher Unternehmer und Diplom-Kaufmann. Er war von 2005 bis 2008 Vorstandsvorsitzender und ist seit Mai 2008 Aufsichtsratsvorsitzender der Wacker Chemie AG.

## Leben
Peter-Alexander Wacker ist Urenkel von Alexander Wacker, der 1914 den Grundstein des heutigen Chemie-Unternehmens in Nürnberg legte und ab 1918 den Konzern in München ausbaute. Nach dem Abitur 1970   studierte er ab 1971 Betriebswirtschaftslehre an den Universitäten Wien, Genf, München. Er erhielt 1973 den Grad Diplom-Kaufmann. 1980 promovierte er in Hannover zum Dr. rer. pol. über Die Erfahrungskurve in der Unternehmensplanung : Analyse und empirische Überprüfung.
Zwischen 1978 und 1992 war er in Vertriebs- und Marketingfunktionen für BMW tätig. 1993 wurde er Mitglied des Aufsichtsrates der damaligen Wacker Chemie GmbH, stieg 1996 in die Geschäftsführung des Familienunternehmens ein und wurde 2001 deren Sprecher. Mit der Umwandlung der Wacker Chemie GmbH in eine Aktiengesellschaft im November 2005 wurde Peter-Alexander Wacker Vorstandsvorsitzender und wechselte im Mai 2008 in den Aufsichtsratsvorsitz der Wacker Chemie AG.
2006 wurde er von der INTES-Akademie zum Familienunternehmer des Jahres gekürt. Von 2007 bis April 2015 war er Mitglied des Aufsichtsrats von Giesecke & Devrient.
Wacker wurde 2007 zum ersten Ehrenbürger der Stadt Burghausen ernannt. 2014 wurde er in die Handelsblatt Hall of Fame der Familienunternehmen aufgenommen.

## Vermögen
Die Familie von Peter-Alexander Wacker, der als Peter-Alexander Hesse geboren wurde, wird zu den wohlhabendsten Deutschlands gezählt. Wurde ihr Vermögen 2009 auf ca. 4,5 Milliarden Euro und für 2012 auf 3,6 Milliarden Euro beziffert, betrug die Schätzung für das Jahr 2014 2,65 Milliarden Euro.